# ورزشگاه شهرداری لاذقیه
‎ ‎ورزشگاه شهرداری لاذقیه یک ورزشگاه فوتبال است که در شهر لاذقیهٔ سوریه قرار دارد. این ورزشگاه در سال ۱۹۷۸ افتتاح شده‌است.